# Disperse Yellow 1
Disperse Yellow 1 ist ein Nitrofarbstoff aus der Gruppe der Dispersionsfarbstoffe, der unter anderem im Textilbereich zum Färben verwendet wird.

## Eigenschaften
Der Farbstoff ist als allergisierend bekannt und wird im Ökotex Standard 100 gelistet.